# كأس نيوزيلندا 1992
كأس نيوزيلندا 1992 (بالإنجليزية: 1992 Chatham Cup)‏ هو موسم من كأس نيوزيلندا. فاز فيه ميرامار رينجرز ‏.